# کمیته مرکزی حزب کارگران کره
کمیته مرکزی حزب کارگران کره بدنه رهبری‌کننده حزب کارگران کره است. بنا به مقررات حزبی، کمیته مرکزی فعالیت‌های حزبی را بین کنگره‌های حزب انجام می‌دهد. این کمیته خود توسط کنگره حزب برگزیده می‌شود گرچه کنفرانس‌های حزب هم می‌تواند برای انجام این وظیفه فراخوانده شود.
کمیته مرکزی که اکنون بیش از ۳۰۰ عضو دارد لااقل ۶ ماه یک بار باید جلسه داشته باشد.

## پلیتبورو
پلیتبورو هنگام جلسه نداشتن کمیته مرکزی حزب را رهبری می‌کند. در حال حاضر ۲۲ عضو کامل و ۱۶ عضو متغیر دارد.
گرچه قدرت اصلی رهبری‌کننده پرزیدیوم پلیتبورو است که شامل رهبر معظم کیم جونگ-اون می‌شود.
ترکیب کنونی پرزیدیوم پلیتبورو
- کیم جونگ-اون، دبیر اول حزب، فرمانده کل ارتش خلق کره
- کیم یونگ-نام رئیس پرزیدیوم مجمع عالی خلق
- چو یونگ-ریم نخست‌وزیر کره شمالی
- چو ریونگ-هه نایب رئیس کمیسون مرکزی نظامی، رئیس دفتر سیاسی حزب